# Aquincum-canabae
Aquincum-canabae a mai Budapest területén az ókori római aquincumi légiótábor körüli katonai területen létesült városias, de városi joggal nem rendelkező település, "táborváros", latinul canabae volt. 140 hektáron feküdt, a mai a Bogdáni út, Hévízi út, Bécsi út és Nagyszombat utca által határolt területen. Kelet felől a Duna, nyugatról a tábor mögötti dombvonulat, északon a Rádl-árok és az Arany-hegyi-patak, délen pedig egy árok határolta.
A település utcarendszerét a táborból kivezető illetve a táborfalakat kívülről körülvevő kísérőutak határozták meg. A mellékutak kezdetben kuszák voltak, de a 2. század elejétől kezdve egyre rendezettebb képet mutattak.
A canabae délnyugati részén ipari műhelyek voltak. Ezek egy része építőanyagot (téglát, burkolatokat), kerámiát (házi- és luxuskerámiát egyaránt, mécseseket) műhely volt, amik a mai Bécsi út 120-126. szám alatt kerültek elő. De dolgoztak itt üvegfúvók, pékek, kovácsok és egyéb mesteremberek is.
A tábortól délre helyezkedett el a fórum, azaz a canabae piactere, ami 120x180 méteres volt. A keleti részben volt a kikötő és a kikötői raktárak. A városrész főútja, ami itt haladt keresztül, a határerődöket egymással egybekötő limesút volt. Erre a főútra csatlakoztak derékszögben a mellékutak, így ez a városrész viszonylag rendezettebb képet mutatott. A negyedben fürdők, vendégfogadók, szentélyek maradványai kerültek elő, amiket a Táborvárosi Múzeum mutat be, és itt volt az amfiteátrum is.
A canabae északnyugati része kiterjedt szentélykörzet lehetett. A táborból északnak, Brigetio felé kivezető úttól keletre mozaikkal, freskóval, szobrokkal gazdagon díszített lakóházakból álló negyed állt, aminek egyik épülete a Hercules-villa. Itt magas rangú hivatalnokok lakhattak. A táborváros északkeleti részén, a Duna partján többemeletes, palotaszerű középületek álltak.
A település kiépülése Caracalla idejéig lassan és szervezetlenül zajlott, ekkor azonban, valószínűleg a császári látogatások miatt, az építkezések jelentősen felgyorsultak, annyira, hogy az épületek díszesség és monumentalitás tekintetében túlszárnyalták az Aquincum-polgárváros épületeit. A canabae-ban volt a helytartó székhelye is, és a 3. század közepétől ideköltöztek a légió parancsnokai és az irodák hivatalnokai, és a közigazgatási intézmények is ide kerültek.
A késő római korban, amikor megnőtt a barbár támadások veszélye, ezt, a gazdagabb északi városrészt hagyta el először a lakosság. A 4. század első felében a felhagyott negyedben megjelentek a temetők (cella trichora), a népvándorlás korabeli népek pedig beköltöztek a romok közé.

## Ajánlott irodalom
- Póczy Klára: Aquincum - castra, canabae, colonia (Budapest Régiségei 25, 1984)